# 美人尖

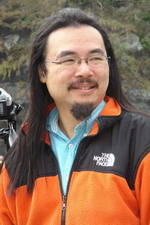
美人尖指髮際中間向下V字形突出的部分。

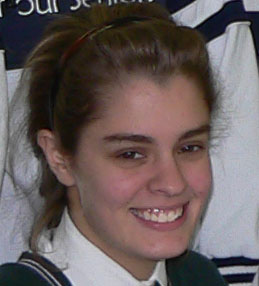
美人尖

美人尖指髮際（頭髮跟前額的接線）中間向下V字形突出的部分。美人尖有遺傳性，有美人尖為顯性基因。美人尖的英文「widow's peak」（寡婦尖）源自於英國民俗，傳說這個髮型代表女人會活的比其丈夫久。
在面相裡面，常以美人尖作為面相其中一項依據。

## 另見
- 頭髮